# Illadopsis rufipennis
La tordina pechipálida (Illadopsis rufipennis) es una especie de ave paseriforme de la familia Pellorneidae propia de África occidental y central. 

## Distribución y hábitat
Se encuentra en los bosques húmedos tropicales de Angola, Camerún, Costa de Marfil,  Gabón, Gambia, Ghana, Guinea, Guinea Ecuatorial, Kenia, Liberia, Nigeria, República Centroafricana, República del Congo, la República democrática del Congo, Sierra Leona, Tanzania y Uganda.